# Уничтожение посольства Китая в Белграде

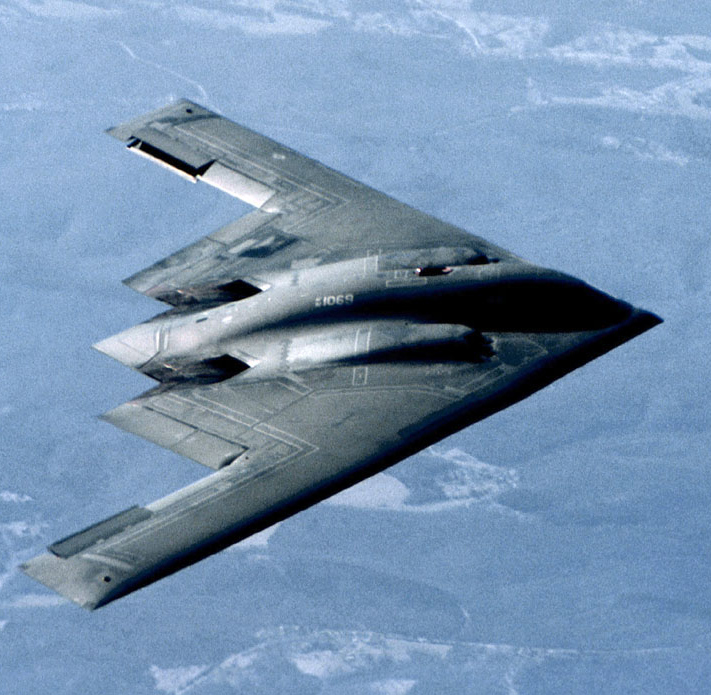
Бомба по посольству была сброшена с бомбардировщика B-2

Уничтожение посольства Китая в Белграде (серб. Бомбардовање кинеске амбасаде у Београду, кит. 美国轰炸中国驻南联盟大使馆) произошло 7 мая 1999 года в 23:45 по местному времени в Сербии во время войны НАТО против Сербии. В этот день высокоточной бомбой уничтожено посольство Китая в Белграде. Погибли журналистка агентства «Синьхуа» Шао Юньхуань, журналист газеты «Жэньминь жибао» Сюй Синху и его жена Чжу Ин. НАТО утверждает, что целью бомбардировки было здание Федерального управления по снабжению, занимавшегося, в частности, экспортом и импортом оружия. Это здание действительно находится неподалёку от посольства. Однако НАТО отрицает вину, ссылаясь на то, что пользовалась устаревшими картами, в результате чего и произошёл данный инцидент, так как здание посольства было построено лишь в 1993 году.
Представитель США Дэвид Эндрюс сообщил, что США выплатили Китаю $4,5 млн, которые были поделены между родственниками трёх погибших китайцев и теми, кто получил ранения. Соглашение было достигнуто представителями Китая и США после трёх дней переговоров в Пекине. Кроме этого, США выплатили Китаю $28 млн в качестве компенсации за инцидент. Также и Китай обязался выплатить США компенсацию за вред, нанесённый дипломатическим представительствам США в Китае в ходе антиамериканских выступлений после бомбардировки в размере $2,8 млн.
Ответственным за информацию о целях для нанесения воздушных ударов силами НАТО был полковник Армии США, сотрудник ЦРУ Уильям Беннет. В 2000 году Беннет был уволен (по официальной информации — по собственному желанию, однако газета «Лос-Анджелес Таймс» в статье от 8 апреля 2000 года написала без указания фамилии, что сотрудник ЦРУ США был уволен в связи с «фатальными ошибками», многочисленные источники указывали, что речь шла именно о Беннете, а «фатальной ошибкой» было указание китайского посольства в качестве цели для бомбардировки). 22 марта 2009 года Уильям Беннет и его жена подверглись нападению подростковой банды в парке на берегу реки в графстве Лоудон, штат Вирджиния (США). Уильям Беннет умер от полученных ранений, жена осталась в живых, но провела долгое время в реанимации. Расследование показало, что нападение не имело связи с бывшей профессией Беннета.
В 2010-2011 годах разрушенное здание посольства было снесено, на его месте устроен мемориальный сквер, а также строится китайский культурный центр, который может стать одним из крупнейших в Европе.